# ميلاد مريم العذراء

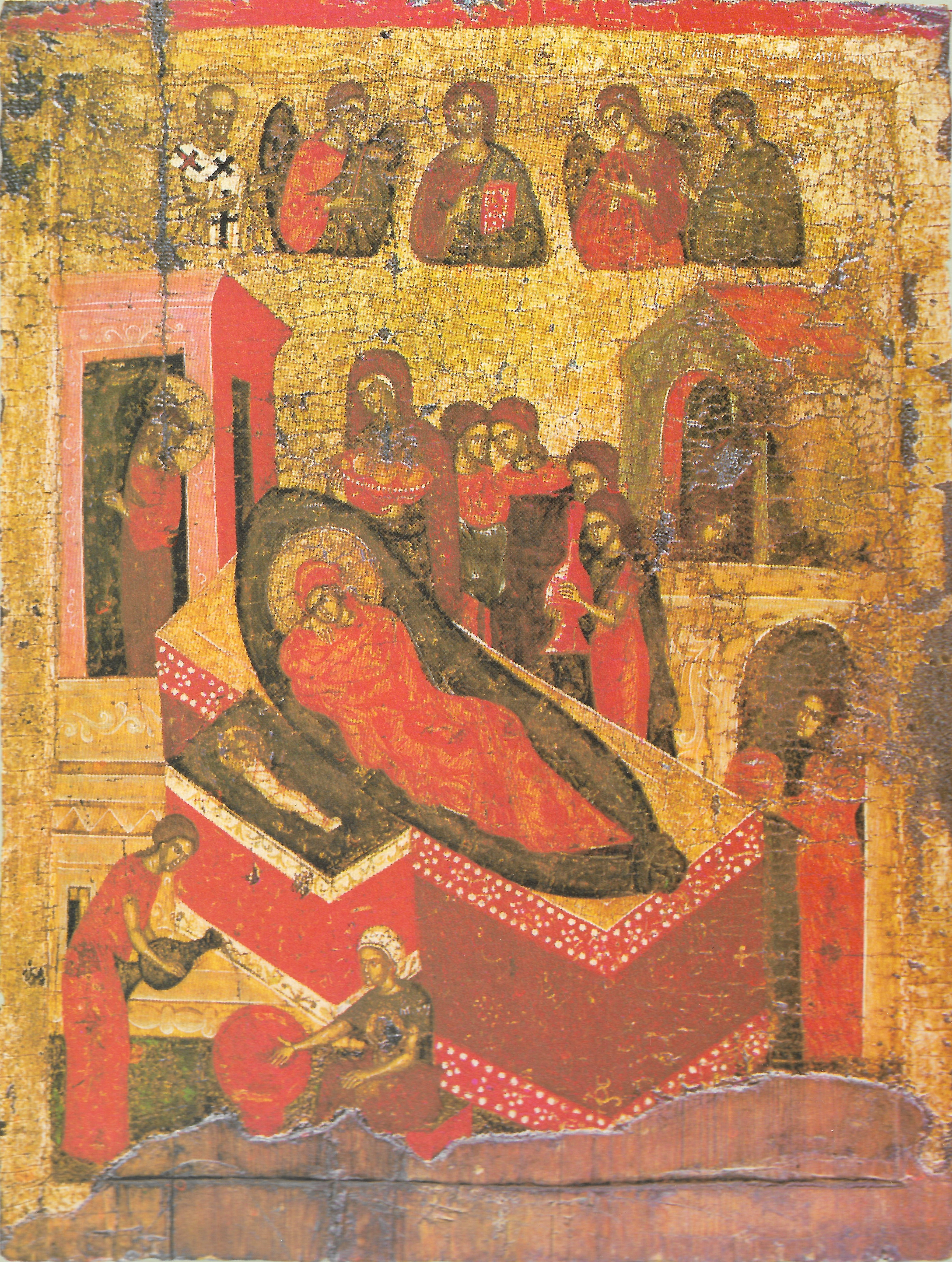
أيقونة ميلاد مريم العذارء حسب الطقس الروسي الأرثوذكسي

هناك تقليد قديم ذكره في القرن الثاني بعد المسيح مؤلف كتاب «ميلاد مريم» وأورده في القرن الرابع مؤلف «إنجيل يعقوب» (وهو من الأناجيل الغير قانونية) نعرف منه أن يواكيم وحنة إذ لم يكن لهما ولد تراءى لهما ملاك الرب وبشرهما بمولد السيد المسيح لهما قد اختارها العلي لشرف أثيل وبعد ميلاد الطفلة حرصا أشد الحرص على تربيتها إلى يوم تمكنا من تقدمتها إلى هيكل الرب حيث عاشت إلى أن خطبت ليوسف البتول.
يعيد بعيد ولادة مريم العذراء ب 8 أيلول حيث يحج المصلين من جميع البلاد إلى دير سيدة صيدنايا في سوريا في ليلة العيد 7 أيلول من كل عام.